# باقر كاشف الغطاء
باقر أحمد علي كاشف الغطاء، ولد بمدينة النجف، وتوفي في بغداد، ودفن بالنجف.
حصل على بكالوريوس الهندسة المدنية من الجامعة الأمريكية في بيروت (1943) وعلى الماجستير في هندسة الري من جامعة كاليفورنيا (أمريكا) عام 1947، وعلى الدكتوراه في هندسة الري والبزل من جامعة ولاية يوتا (أمريكا) عام 1951.
شغل عدة وظائف في تخصصه، آخرها: مدير الري العام لاثني عشر عاماً.
أغلب شعره جادت به سنوات شبابه وأيام دراسته الجامعية في بيروت، في حين اتجه قلمه لخدمة تخصصه في هندسة الريّ وقد ألّف فيه عدة كتب.

## الإنتاج الشعري
- تفرقت أشعاره القليلة في صحف الأربعينيات، ومنها: قصيدة «الغروب والبحر»: جريدة الهاتف (النجفية) العدد 250 السنة السادسة- صدر في 1941/1/24 ، وقصيدة «اليتيم»: جريدة الهاتف (النجفية) العدد 333 - السنة التاسعة- صدر في 1943/7/23 .
تدل مطولته «اليتيم» على تأثر بحركة التجديد في الشعر، وبخاصة في تقسيم العنوان الرئيسي إلى عناوين تتماوج لتصل إلى استكمال رؤية، وفي حرية الاستخدام لتفعيلات البحر الشعري، وتنويع القوافي، وفي تحرير اللغة من تداعياتها المأثورة، وفي وضوح النظرة الكلية للعالم.